# Torbjörn Hedberg
Torbjörn Hedberg ist ein ehemaliger schwedischer Skispringer.

## Werdegang
Bei der Junioren-Europameisterschaft 1968 in Les Rousses gewann er im Einzel die Silbermedaille.
Bei der Vierschanzentournee 1968/69 startete er zum ersten und einzigen Mal bei den Senioren international. Dabei erreichte er auf der Schattenbergschanze in Oberstdorf mit Platz 28 bereits in seinem ersten Springen das beste Ergebnis der Tournee. Nach weiteren mittelmäßigen Ergebnissen in Garmisch-Partenkirchen, Innsbruck und Bischofshofen erreichte er Rang 32 der Gesamtwertung.
2004 nahm er beim Wasalauf teil und erreichte das Ziel in einer Zeit von 7:23:55 Stunden.

## Erfolge

### Vierschanzentournee-Platzierungen
| Saison  | Platz | Punkte |
| ------- | ----- | ------ |
| 1968/69 | 32.   | 705,1  |